# 病原性大腸菌
病原性大腸菌（びょうげんせいだいちょうきん）とは、特定の疾病を起こす大腸菌菌株の総称である。毒素原性大腸菌とも呼ばれる。細菌学的には、菌の表面にある抗原（Ｏ抗原とＨ抗原）に基づいて細かく分類される。このうち、O111 (O-111とも) やO157 (オーいちごーなな、O-157とも) の抗原を持つ菌株は、100人を超える規模の食中毒をたびたび発生させ先進国で問題となっており、メディアによる報道ではこの抗原名で呼称されている。

## 概要
大腸菌は通常病原性を持っていないが、病原因子をコードした遺伝子（病原性遺伝子）を獲得すると、病原性を持った大腸菌になる。病原性を持たない常在細菌の大腸菌と下痢原性大腸菌は、生化学的性状では区別できないため、下痢原性大腸菌の検査は毒素産生性の確認などの病原因子の検出が必要になる。血清型 Ｏ抗原とＨ抗原 の組合せで表現され、184種類のO抗原と53種類のH抗原が明らかになっている。保有している遺伝子により産生される毒素は異なるが、重篤な中毒症状を起こすベロ毒素が有名である。また、O157抗原を有する大腸菌が常にベロ毒素を産生するとは限らない。

### 細菌像
1996年に大阪府堺市で食中毒事例を発生させたO157の全遺伝子配列（ゲノム）は、宮崎大学の研究グループにより決定された。この解析結果によれば、非病原株(K-12)のゲノムサイズ 4.6 Mb に対し O157のゲノムサイズは 5.5 Mb である。しかし、4.1 Mb の領域の配列は同一で塩基レベルでは 98.3% の同一性を示している。O157に特異的に存在しているコード領域は、大腸菌自身から無規則に生じたものでは無く、菌外からもたらされた外来性DNAで、バクテリオファージと呼ばれる菌に感染するウイルスにより獲得したものである。

## 疫学
腸管内での病気の原因となる腸管内病原性大腸菌（下痢原性大腸菌）と、腸管外での病気の原因となる腸管外病原性大腸菌に大別される。腸管内病原性大腸菌は下記の6種類が知られているほか、出血性と凝集性のハイブリッドの存在も報告されている。
腸管内病原性大腸菌
- 腸管病原性大腸菌(EPEC, enteropathogenic Escherichia coli)

主に小腸に感染して、下痢、腹痛、嘔吐、発熱等をおこす。症状はサルモネラ菌による急性胃腸炎に似ている。
- 腸管侵入性大腸菌(EIEC, enteroinvasive E. coli)

赤痢菌のように大腸の細胞組織に侵入し、びらんや潰瘍を形成する。発熱、腹痛、下痢、粘血便など症状は細菌性赤痢と似ているが、赤痢菌やEHECと異なり、ベロ毒素（志賀毒素）は産生しない。
- 毒素原性大腸菌(ETEC, enterotoxigenic E. coli)

小腸に感染し、コレラのような激しい下痢や脱水症状をおこす。増殖の際、コレラ菌が産生するものと似たような毒素を産生する。
- 腸管出血性大腸菌(EHEC, enterohemorrhagic E. coli)
  - 激しい腹痛、水様性下痢、血便をおこす。赤痢菌の志賀毒素に似たベロ毒素を産生し、溶血性尿毒症症候群（HUSや脳症など重篤な合併症を引き起こす。
  - 腸管出血性大腸菌には、O26、O111、O157(E. coli O157:H7)などが存在する。
  - 強い感染力と症状の激しさから、腸管出血性大腸菌感染症は感染症法において、細菌性赤痢などと同等の三類感染症と扱われている。
- 腸管拡散付着性大腸菌(EAEC, enteroadhesive E. coli)
- 腸管凝集性大腸菌(EAggEC, enteroaggrigative E. coli) O104

腸管外病原性大腸菌
- 尿路病原性大腸菌(UPEC, uropathogenic E. coli) 単純性尿路感染症（膀胱炎、腎盂腎炎）[8]
- 髄膜炎／敗血症起因大腸菌[9] 髄膜炎、敗血症

## 注目されることとなった経緯
- 1940年代 イギリスで、乳幼児下痢症と大腸菌の関連が疑われていた際に、現在の血清型O111 が病原菌としてつきとめられた[10]。
- 1967年 コレラ毒素に類似したエンテロトキシンを産生する大腸菌が最初に見いだされた。
- 1970年 60℃、10分の加熱で失活する易熱性エンテロトキシン(LT)と100℃、30分の加熱に耐える耐熱性エンテロトキシン(ST)の2種類のエンテロトキシンが発見された[10]。
- 1982年 アメリカ合衆国のオレゴン州とミシガン州で発生したハンバーガーによる中毒[10]。この集団食中毒を契機にO157が発見された[11]。
- 1985年 旅行者下痢症から、EPECではないがEPECと類似の付着特性を持った菌（血清型O78:H33、菌株名211株）が分離された。
- 1996年（平成8年）5月28日 岡山県邑久郡邑久町（現在の瀬戸内市邑久町）の学校給食に起因するO157食中毒事件[12]を、岡山県保健福祉部環境衛生課が発表した際に、マスコミを通じて O157の名称が知られるようになった。同年の集団発生事例は、7月22日18時時点で厚生省生活衛生局食品保健課がまとめている[13]。
- 1996年（平成8年）7月12日、大阪府堺市で学校給食に起因する、腸管出血性大腸菌O157が原因の「堺市学童集団下痢症」が発生した。児童7,892人を含む9,523人が、下痢や血便症状を罹患、3人の児童が死亡し、大人にも二次感染が広がった。これまでに類を見ない、世界的にも極めて超大型の食中毒発生事件となった[12]。溶血性尿毒症症候群を発症した児童が、事件から19年を経過した2015年（平成27年）10月、後遺症を原因として死亡している。堺市は7月12日を「O157 堺市学童集団下痢症を忘れない日」と制定している。
- 2019年（平成31年）2月、同一系列の焼肉店で食中毒事案が発生し、8自治体にわたる13人の患者の便から同じ遺伝子型のO157(VT1/VT2)が、店に保管されていたハラミなどからも同じO157が検出された[14]。

## 統計
厚生労働省が発表した統計年次別食中毒発生状況によれば、
| 年次   | 病原大腸菌 | 腸管出血性大腸菌 | その他の病原大腸菌 |
| ------ | ---------- | ---------------- | ------------------ |
| 1975年 | 22         | --               | --                 |
| 1980年 | 21         | --               | --                 |
| 1985年 | 34         | --               | --                 |
| 1990年 | 19         | --               | --                 |
| 1995年 | 20         | --               | --                 |
| 1996年 | 179        | --               | --                 |
| 1997年 | 176        | --               | --                 |
| 1998年 | 285        | 16               | 269                |
| 1999年 | 245        | 8                | 237                |
| 2000年 | 219        | 16               | 203                |
| 2001年 | 223        | 24               | 199                |
| 2002年 | 97         | 13               | 84                 |
| 2003年 | 47         | 12               | 35                 |
| 2004年 | 45         | 18               | 27                 |
| 2005年 | 49         | 24               | 25                 |
| 2006年 | 43         | 24               | 19                 |
| 2007年 | 36         | 25               | 11                 |
| 2008年 | 29         | 17               | 12                 |
| 2009年 | 36         | 26               | 10                 |
| 2010年 | 35         | 27               | 8                  |
| 2011年 | 49         | 25               | 24                 |
| 2012年 | 21         | 16               | 5                  |
| 2013年 | 24         | 13               | 11                 |
| 2014年 | 28         | 25               | 3                  |
| 2015年 | 23         | 17               | 6                  |
| 2016年 | 20         | 14               | 6                  |
| 2017年 | 28         | 17               | 11                 |
| 2018年 | 40         | 32               | 8                  |

1996年以降に発生した集団食中毒事件による死者数で、死者が最も多かったのは2002年に栃木県宇都宮市の病院・高齢者施設で発生した事件の死者9人。2番目に多かったのは、北海道の岩井食品による白菜漬けの食中毒事件による死者8人、次いで2011年に石川県のフーズ・フォーラスが経営する焼肉店で発生したユッケ集団食中毒事件の死者5人となっている。

## 感染対策
ジビエ、ブタ、ウシなどの家畜やニワトリなど家禽類の糞便や肥育農場から飛来するハエからも検出され、食品が汚染されることが多い。感染している牛は無症状である。汚染防止のため食肉生産および加工の現場では多くの汚染防止対策が取られている。環境中での生存期間が長く、堆肥中で21ヶ月生存したとの報告があるほか、レタスなどの葉に付着後は2週間程度生存している。また、8℃以下ではほとんど増殖しないが、12℃では3日間で100倍に増殖したとの報告がある。
腸管出血性大腸菌に対する特有の予防法は無く、一般的な食中毒の予防方法と同様である。
1. 調理の前、食事の前、牧場などで動物や柵、砂や土を触った後は、必ず手を洗う。
2. 野菜等を生で食べるときには、よく洗う。
3. 食材は食べる直前まで十分に（8℃以下）冷やしておく。
4. 食器（箸）は未加熱食材用と加熱済み用を分ける。
5. 加熱に弱い菌であるため、肉を使用する食品は、その中心温度を75℃以上且つ1分以上の加熱をする。
6. 調理した食品は、できるだけ速やかに食べる。
7. 調理器具の洗浄、消毒を十分に行う。
8. 水道水以外の水（飲用の井戸水など）は煮沸するなど、消毒してから使う。

などが、食中毒を防ぐために有効である。
しかし、既に食品中に蓄積された毒素は100℃ 30分間の加熱では分解されないため、加熱は食中毒の対策にはならない。